# Zoétélé
Zoétélé es una comuna camerunesa perteneciente al departamento de Dja-et-Lobo de la región del Sur.
En 2005 tiene 30 583 habitantes, de los que 3634 viven en la capital comunal homónima.
Se ubica sobre la carretera D34, unos 70 km al sureste de la capital nacional Yaundé.

## Localidades
Comprende la ciudad de Zoétélé y las siguientes localidades:
- Abangok
- Adjap
- Akok
- Angongue
- Awout
- Bibe
- Biboulemam
- Bindoumba
- Bingou
- Bingou
- Biyan
- Ebamina
- Ekombite
- Enamengal
- Engoutouk
- Enyeng
- Essa
- Etoto
- Fibot
- Kondebilong
- Kondebiyen
- Kondemeyos
- Mbedoumou
- Meba
- Mekak
- Melomebae
- Mengbwa
- Messam
- Messok
- Meyiboto
- Meyila
- Minkoumou
- Mvoutessi
- Ndele
- Ngolebang
- Ngomedjap
- Ngoungoumou
- Ngoungoumou I
- Nkilzok
- Nkolassok
- Nkolbang
- Nkolfiti
- Nkolofong
- Nkoumadjap
- Nnemeyong
- Nsimi
- Olounou
- Otetek
- Oveng
- Woabete
- Yem